# بئوولف (فیلم ۲۰۰۷)
بئوولف (به انگلیسی: Beowulf) فیلمی پویانمایی رایانه‌ای سه‌بعدی آمریکایی در ژانر خیال‌پردازی به کارگردانی رابرت زمکیس و نویسندگی نیل گیمن و راجر آوری است، که به وسیلهٔ فناوری ضبط حرکت ساخته شده‌است. در این فیلم هنرپیشگانی همچون آنتونی هاپکینز (به نقش هروتگار)، ری وینستون (بئوولف)، آنجلینا جولی (مادر گرندل) و کریسپین گلاور (گرندل) به عنوان مدل پویانمایی و صداپیشه بازی کرده‌اند.
فیلم‌نامه بر اساس اثر حماسی بیوولف که اولین متن حماسی آنگلوساکسون است نوشته شده‌است و با اثر اصلی تفاوت‌هایی دارد، هر چند شخصیت‌ها حفظ شده‌اند. فیلم ماجرای درگیری بئوولف با گرندل، مادر گرندل و اژدها را که در اثر اصلی آمده‌اند به تصویر می‌کشد. بئوولف در ۱۶ نوامبر ۲۰۰۷ توسط پارامونت پیکچرز و برادران وارنر در ایالات متحده و سایر نقاط جهان به نمایش درآمد.

## داستان
در سال ۵۰۷ میلادی، جنگجویی از گُت‌های اسکاندیناوی به نام بیوولف همراه با گروهی از سربازانش به دانمارک سفر می‌کند تا گرندل، موجودی که در جریان جشنی در تالار هئوروت مردم پادشاه هروتگار را کشته بود، را از بین ببرد. بیوولف به همسر هروتگار، ملکه ویلثیواو علاقه‌مند می‌شود.
برای جلب گرندل، مردان با صدای بلند در هئوروت جشن می‌گیرند. گرندل وارد می‌شود و در جریان نبرد، بیوولف که بدون سلاح و عریان است، متوجه می‌شود که گرندل دچار حساسیت شنوایی شدید است. او پرده گوش گرندل را پاره می‌کند و سپس دست او را قطع می‌کند. گرندل به غارش می‌گریزد و در آنجا می‌میرد. مادر گرندل که برای انتقام قسم خورده، به هئوروت آمده و شبانه مردان بیوولف را قتل‌عام می‌کند. به شکرانهٔ پیروزی بیوولف بر گرندل، هروتگار شاخ طلایی نوشیدنی خود را که یادگاری از پیروزی‌اش بر اژدهای فافنیر است، به او می‌دهد.
هروتگار به بیوولف و دوستش ویگلاف اطلاع می‌دهد که مادر گرندل آخرین ارواح آبی است. مشاور هروتگار، آنفرث، شمشیر جادویی هرانتینگ را به بیوولف می‌دهد تا مادر گرندل را نابود کند. بیوولف و ویگلاف به غار شیطان می‌روند، اما بیوولف به‌تنهایی وارد می‌شود. او با مادر گرندل که به شکل زنی عریان و پوشیده از طلا ظاهر می‌شود، روبه‌رو می‌شود. بیوولف تلاش می‌کند او را بکشد، اما او با جادو شمشیر هرانتینگ را ذوب می‌کند. مادر گرندل با اغوای بیوولف به او پیشنهاد می‌دهد که در ازای شاخ طلایی و یک پسر، او را پادشاه خواهد کرد. بیوولف این معامله را می‌پذیرد و آن‌ها یکدیگر را می‌بوسند.
بیوولف با سر گرندل به هئوروت بازمی‌گردد و ادعا می‌کند که مادر گرندل را کشته است. او داستانی اغراق‌آمیز از نبرد تعریف می‌کند و مدعی می‌شود که شمشیر هرانتینگ را در بدن مادر گرندل باقی گذاشته و شاخ را در نبرد از دست داده است. هروتگار به‌طور خصوصی از بیوولف می‌پرسد که آیا واقعاً مادر گرندل را کشته است. هروتگار آشکار می‌کند که او نیز توسط این شیطان فریب خورده و حاصل این رابطه، گرندل بوده است. بیوولف شوکه می‌شود و درمی‌یابد که هروتگار پدر گرندل است و اکنون نفرین شیطان به او منتقل شده است. هروتگار بیوولف را جانشین خود اعلام کرده و سپس با پریدن از برج قلعه خودکشی می‌کند. بدن او در دریا ناپدید می‌شود و مردم در برابر پادشاه جدید، بیوولف، زانو می‌زنند.
سال‌ها بعد، بیوولف سالخورده، همسرش ویلثیواو را که به مسیحیت گرویده است، از خود جدا کرده و معشوقه‌ای به نام اورسولا دارد. اما به‌خاطر رابطه‌اش با مادر گرندل، او قادر به داشتن فرزند از همسر یا معشوقه‌اش نیست. در سالگرد پیروزی‌اش بر گرندل، آنفرث شاخ طلایی را که در باتلاق‌ها پیدا شده، به او بازمی‌گرداند. همان شب، اژدهایی به دهکده‌ای حمله می‌کند. این اژدها به شکل انسانی طلایی در می‌آید و پیامی به بیوولف می‌دهد که گناهان پدر به او بازگشته‌اند. بیوولف به ویلثیواو اعتراف می‌کند که با مادر گرندل رابطه داشته است و آن‌ها آشتی می‌کنند.
بیوولف و ویگلاف دوباره به غار می‌روند و بیوولف به‌تنهایی وارد می‌شود. وقتی مادر گرندل ظاهر می‌شود، بیوولف شاخ طلایی را به سوی او پرتاب می‌کند، اما او آن را نمی‌پذیرد. اژدها به قلعه بیوولف حمله کرده و ویلثیواو و اورسولا را تهدید می‌کند. بیوولف مسلح شده و با اژدها مبارزه می‌کند. با وجود قطع کردن بازوی خود و از دست دادن شمشیر، بیوولف موفق می‌شود با بیرون کشیدن قلب اژدها، او را بکشد. آن‌ها به ساحل سنگی زیر قلعه سقوط می‌کنند و اژدها به شکل انسانی طلایی در می‌آید و به دریا می‌افتد. بیوولف در حال مرگ به ویگلاف اعتراف می‌کند که با مادر گرندل رابطه داشته و این اژدها پسر او بوده است، اما ویگلاف اصرار دارد که میراث بیوولف دست‌نخورده باقی بماند.
ویگلاف به‌عنوان پادشاه جدید، برای بیوولف یک مراسم تدفین وایکینگی برگزار می‌کند. او شاخ طلایی را در شن پیدا کرده و مادر گرندل را می‌بیند که به بیوولف بوسه‌ای وداعی می‌دهد و کشتی در حال سوختن او به دریا فرو می‌رود. مادر گرندل روی سطح آب شناور شده و با نگاه اغواگرانه، ویگلاف را به سوی خود فرا می‌خواند. ویگلاف با شاخ طلایی در دست به سوی او پیش می‌رود، اما در میانهٔ موج‌ها می‌ایستد. آن‌ها به یکدیگر خیره می‌شوند، مادر گرندل منتظر و ویگلاف وسوسه شده اما مقاوم.